# Pošćenje
Pošćenje (cyr. Пошћење) – wieś w Czarnogórze, w gminie Šavnik. W 2011 roku liczyła 78 mieszkańców.